# Diócesis de Warri
La diócesis de Warri (en latín: Dioecesis Varrensis y en inglés: Roman Catholic Diocese of Warri) es una circunscripción eclesiástica de la Iglesia católica en Nigeria. Se trata de una diócesis latina, sufragánea de la arquidiócesis de Ciudad de Benín. Desde el 28 de diciembre de 2022 su obispo es Anthony Ovayero Ewherido.

## Territorio y organización
La diócesis tiene 10 650 km² y extiende su jurisdicción sobre los fieles católicos de rito latino residentes en 16 áreas de gobierno local del estado del Delta: Warri South, Warri South West, Warri North, Uvwie, Ethiope West, Ethiope East, Sapele, Okpe, Ughelli North, Ughelli South, Isoko South, Isoko North, Ndokwa West, Ndokwa East y Ukwuani.
La sede de la diócesis se encuentra en la ciudad de Warri, en donde se halla la Catedral del Sagrado Corazón de Jesús.
En 2020 en la diócesis existían 135 parroquias.

## Historia
La diócesis fue erigida el 10 de marzo de 1964 con la bula Legem Christi del papa Pablo VI, obteniendo el territorio de la diócesis de Ciudad de Benín (hoy arquidiócesis).
El 24 de agosto de 1964 cedió una parte de su territorio para la erección de la misión sui iuris de Bomadi (hoy diócesis de Bomadi).
Originariamente sufragánea de la arquidiócesis de Lagos, el 26 de marzo de 1994 pasó a formar parte de la provincia eclesiástica de la arquidiócesis de Ciudad de Benín.

## Estadísticas
Según el Anuario Pontificio 2021 la diócesis tenía a fines de 2020 un total de 271 503 fieles bautizados.
| Año                                                                             | Población            | Población | Población      | Sacerdotes | Sacerdotes    | Sacerdotes    | Bautizados por sacerdote | Diáconos permanentes | Religiosos | Religiosos | Parroquias |
| Año                                                                             | Bautizados católicos | Total     | % de católicos | Total      | Clero secular | Clero regular | Bautizados por sacerdote | Diáconos permanentes | Varones    | Mujeres    | Parroquias |
| ------------------------------------------------------------------------------- | -------------------- | --------- | -------------- | ---------- | ------------- | ------------- | ------------------------ | -------------------- | ---------- | ---------- | ---------- |
| 1969                                                                            | 62 204               | 843 615   | 7.4            | 44         | 28            | 16            | 1413                     |                      | 16         | 10         | 8          |
| 1978                                                                            | 112 180              | 1 720 000 | 6.5            | 25         | 16            | 9             | 4487                     |                      | 9          | 17         | 11         |
| 1990                                                                            | 123 531              | 2 007 000 | 6.2            | 29         | 22            | 7             | 4259                     |                      | 7          | 25         | 23         |
| 1999                                                                            | 162 512              | 2 305 329 | 7.0            | 46         | 44            | 2             | 3532                     |                      | 2          | 32         | 36         |
| 2000                                                                            | 167 787              | 2 372 652 | 7.1            | 50         | 47            | 3             | 3355                     |                      | 3          | 30         | 36         |
| 2001                                                                            | 174 657              | 2 491 797 | 7.0            | 58         | 54            | 4             | 3011                     |                      | 4          | 37         | 40         |
| 2002                                                                            | 176 576              | 2 495 000 | 7.1            | 62         | 58            | 4             | 2848                     |                      | 4          | 40         | 42         |
| 2003                                                                            | 178 684              | 2 510 496 | 7.1            | 67         | 61            | 6             | 2666                     |                      | 6          | 44         | 42         |
| 2004                                                                            | 186 298              | 2 614 857 | 7.1            | 72         | 66            | 6             | 2587                     |                      | 6          | 50         | 44         |
| 2010                                                                            | 260 131              | 3 384 000 | 7.7            | 93         | 80            | 13            | 2797                     |                      | 13         | 60         | 56         |
| 2014                                                                            | 277 000              | 3 575 000 | 7.7            | 125        | 112           | 13            | 2216                     |                      | 13         | 93         | 115        |
| 2017                                                                            | 279 270              | 3 834 770 | 7.3            | 132        | 115           | 17            | 2115                     |                      | 17         | 49         | 128        |
| 2020                                                                            | 271 503              | 4 194 530 | 6.5            | 151        | 137           | 14            | 1798                     |                      | 14         | 105        | 135        |
| Fuente: Catholic-Hierarchy, que a su vez toma los datos del Anuario Pontificio. |                      |           |                |            |               |               |                          |                      |            |            |            |

## Episcopologio
- Lucas Olu Chukwuka Nwaezeapu † (10 de marzo de 1964-10 de septiembre de 1983 renunció)
  - Sede vacante (1983-1991)
- Edmund Joseph Fitzgibbon, S.P.S. † (31 de agosto de 1991-3 de marzo de 1997 renunció)
- Richard Anthony Burke, S.P.S. (3 de marzo de 1997 por sucesión-24 de diciembre de 2007 nombrado arzobispo de Ciudad de Benín)[nota 1]
  - Sede vacante (2007-2010)
- John 'Oke Afareha (29 de marzo de 2010-18 de abril de 2022 retirado)[nota 2]
- Anthony Ovayero Ewherido, desde el 28 de diciembre de 2022